# Giải bóng đá ngoại hạng Iraq 1988-89
Giải bóng đá ngoại hạng Iraq 1988–89 là mùa giải thứ 15 của giải đấu kể từ khi thành lập năm 1974 và là lần đầu tiên sử dụng thể thức vòng bảng mà không phải là vòng tròn một lượt. Al-Rasheed giành chức vô địch khi đánh bại Al-Talaba sau loạt sút luân lưu trong trận chung kết, trở thành đội bóng đầu tiên vô địch Giải ngoại hạng 3 lần liên tiếp. Trong mùa giải này, nếu trận đấu kết thúc với tỉ số hòa, thì sẽ thi đấu thêm hiệp phụ và luân lưu nếu cần thiết. Đội bóng sẽ có 3 điểm nếu giành chiến thắng với cách biệt từ 2 bàn trở lên (sau thời gian chính thức hoặc hiệp phụ), có 2 điểm nếu chiến thắng với cách biệt 1 bàn (sau thời gian chính thức hoặc hiệp phụ), và có 1 điểm nếu chiến thắng loạt sút luân lưu.

## Vòng bảng

### Bảng Bắc
| Đội bóng       | Kết quả                    |
| Erbil          | Tham gia Elite Stage       |
| Wahid Huzairan | Tham gia Elite Stage       |
| Al-Mosul       | Xuống hạng Iraq Division 1 |
| Salahaddin     | Xuống hạng Iraq Division 1 |
| Duhok          | Xuống hạng Iraq Division 1 |
| Al-Sulaymaniya | Xuống hạng Iraq Division 1 |

### Bảng Trung
| Đội bóng    | Kết quả                    |
| Al-Najaf    | Tham gia Elite Stage       |
| Al-Nasr     | Tham gia Elite Stage       |
| Diyala      | Xuống hạng Iraq Division 1 |
| Al-Jamahir  | Xuống hạng Iraq Division 1 |
| Babil       | Xuống hạng Iraq Division 1 |
| Al-Diwaniya | Xuống hạng Iraq Division 1 |

### Bảng Baghdad
1. a  Cột trận thắng bao gồm trận thắng cách biệt nhiều hơn hoặc bằng 2 bàn (3 điểm), trận thắng cách biệt 1 bàn (2 điểm) và thắng luân lưu (1 điểm).
2. b  Cột thua bao gồm thất bại luân lưu.

| Vị thứ | Đội bóng   | St | W[a] | L[b] | BT | BB | HS  | Đ  | Giành quyền hoặc xuống hạng |
| 1      | Al-Zawraa  | 20 | 17   | 3    | 38 | 21 | +17 | 39 | Tham gia Elite Stage        |
| 2      | Al-Rasheed | 20 | 15   | 5    | 34 | 12 | +22 | 37 | Tham gia Elite Stage        |
| 3      | Al-Tayaran | 20 | 15   | 5    | 40 | 29 | +11 | 30 | Tham gia Elite Stage        |
| 4      | Al-Talaba  | 20 | 13   | 7    | 30 | 21 | +9  | 28 | Tham gia Elite Stage        |
| 5      | Al-Shorta  | 20 | 12   | 8    | 19 | 18 | +1  | 22 |                             |
| 6      | Al-Jaish   | 20 | 9    | 11   | 30 | 25 | +5  | 20 |                             |
| 7      | Al-Shabab  | 20 | 8    | 12   | 19 | 29 | –10 | 14 |                             |
| 8      | Al-Naft    | 20 | 6    | 14   | 20 | 30 | –10 | 12 |                             |
| 9      | Al-Sulaikh | 20 | 7    | 13   | 17 | 29 | –12 | 10 |                             |
| 10     | Al-Sinaa   | 20 | 4    | 16   | 11 | 24 | –13 | 9  |                             |
| 11     | Al-Tijara  | 20 | 4    | 16   | 21 | 39 | –18 | 8  | Xuống hạng Iraq Division 1  |

### Bảng Nam
| Đội bóng    | Kết quả                    |
| Al-Bahri    | Tham gia Elite Stage       |
| Al-Minaa    | Tham gia Elite Stage       |
| Al-Nasiriya | Xuống hạng Iraq Division 1 |
| Al-Samawa   | Xuống hạng Iraq Division 1 |
| Al-Hurriya  | Xuống hạng Iraq Division 1 |
| Al-Numaniya | Xuống hạng Iraq Division 1 |

## Elite stage

### Bảng 1
| Đội bóng  | Kết quả                    |
| Al-Zawraa | Tham gia bán kết           |
| Al-Talaba | Tham gia bán kết           |
| Erbil     |                            |
| Al-Minaa  | Xuống hạng Iraq Division 1 |
| Al-Nasr   | Xuống hạng Iraq Division 1 |

### Bảng 2
| Đội bóng       | Kết quả                    |
| Al-Tayaran     | Tham gia bán kết           |
| Al-Rasheed     | Tham gia bán kết           |
| Al-Najaf       |                            |
| Al-Bahri       |                            |
| Wahid Huzairan | Xuống hạng Iraq Division 1 |

## Golden stage

### Bán kết
| Al-Zawraa         | 1–1 (s.h.p.) | Al-Rasheed |
| ----------------- | ------------ | ---------- |
|                   |              |            |
| Loạt sút luân lưu |              |            |
|                   | 2–4          |            |

| Al-Tayaran        | 1–1 (s.h.p.) | Al-Talaba |
| ----------------- | ------------ | --------- |
|                   |              |           |
| Loạt sút luân lưu |              |           |
|                   | 5–6          |           |

### Trận tranh hạng 3
| Al-Tayaran | 4–1 | Al-Zawraa |
| ---------- | --- | --------- |
|            |     |           |

### Chung kết
| Al-Rasheed        | 1–1 (s.h.p.) | Al-Talaba |
| ----------------- | ------------ | --------- |
|                   |              |           |
| Loạt sút luân lưu |              |           |
|                   | 5–4          |           |

## Tham gia giải đấu quốc tế
| Đội bóng   | Hình thức tham gia   | Giải đấu tham gia                                  |
| ---------- | -------------------- | -------------------------------------------------- |
| Al-Rasheed | Vô địch giải vô địch | Giải vô địch bóng đá các câu lạc bộ châu Á 1989–90 |
| Al-Rasheed | Vô địch giải vô địch | 1989 Arab Cup Winners' Cup 1                       |
| Al-Tayaran | FA Cup á quân 2      | Giải vô địch bóng đá các câu lạc bộ Ả Rập 1989 1   |

1 Vì lý do không rõ ràng, Hiệp hội bóng đá Iraq quyết định cho phép Al-Rasheed tham gia Arab Cup Winners' Cup mà không phải Giải vô địch bóng đá các câu lạc bộ Ả Rập mặc dù họ vô địch giải vô địch mà không vô địch cúp.
2 Á quân Cúp FA Cup Al-Tayaran được chọn (mà không phải đội vô địch Cúp FA Al-Zawraa) vì thực tế là Al-Zawraa tham gia giải đấu giao hữu tổ chức bởi Arab Cooperation Council trong năm đó.

## Vua phá lưới
| Vị thứ | Cầu thủ           | Bàn thắng | Đội bóng   |
| ------ | ----------------- | --------- | ---------- |
| 1      | Karim Saddam      | 22        | Al-Zawraa  |
| 2      | Natiq Hashim      | 12        | Al-Tayaran |
| 2      | Hussein Saeed     | 12        | Al-Talaba  |
| 2      | Saad Abdul-Raheem | 12        | Al-Zawraa  |